# 観音寺 (須崎市)
観音寺（かんおんじ）は高知県須崎市に所在する寺院である。山号は無量山。宗派は真言宗智山派。本尊は聖観世音菩薩。四国八十八箇所番外霊場、新四国曼荼羅霊場第五十七番札所である。
御詠歌：補陀落や 岸に寄せ来る 白波の 返すがへすも 誓い頼まん

## 概要
寺伝によれば、聖徳太子が四天王寺を建造するために百済より仏師や工匠を招聘した。敏達天皇15年（585年）、その帰途で須崎沖で台風に遭い須崎湾に漂着した。一同が観音像を刻み、この地に寺院を建立し海上交通の安全を祈願したことが当寺の始まりと伝えられている。
天武天皇13年（684年）10月14日に当地で大地震が起こり須崎湾が大陥没した。この地震により観音像は堂ヶ奈呂に流されたとされる。
その後、平安時代中期の延喜3年（903年）宮ノ中土居山へ移され、戦国時代の元亀3年（1572年）に竹ノ鼻、大正15年（1926年）に現在地へと移転した。
平安時代前期の弘仁10年（819年）頃、弘法大師がこの地をに巡錫した。少年が栗を持っていたので一つ所望したところ、持っていた栗を全て差し出した。大師は少年を誉め、その栗の木を祈念した。すると一年に三度実をつけるようになったという三度栗の伝説が残っている。

## 画像

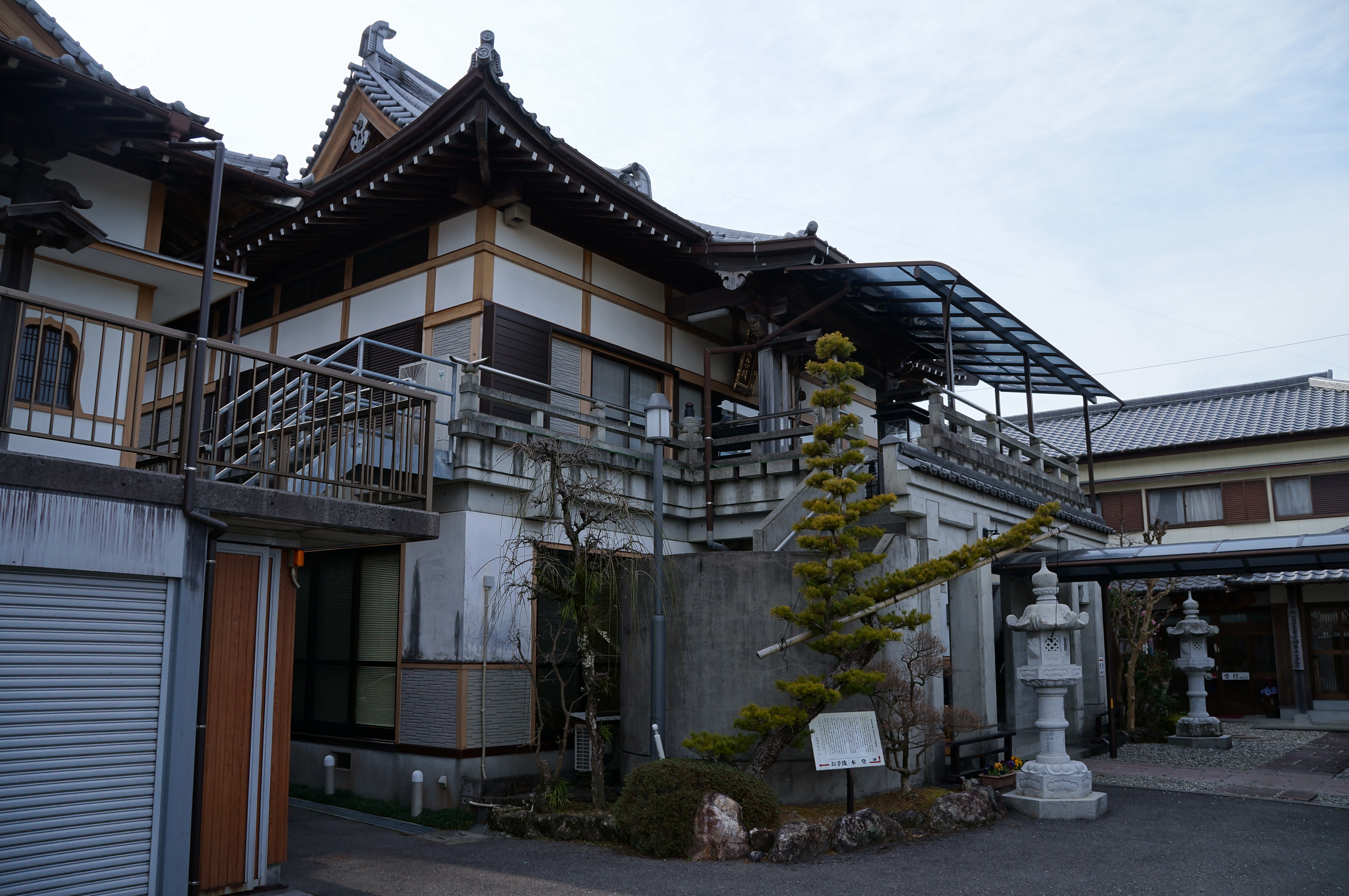
本堂
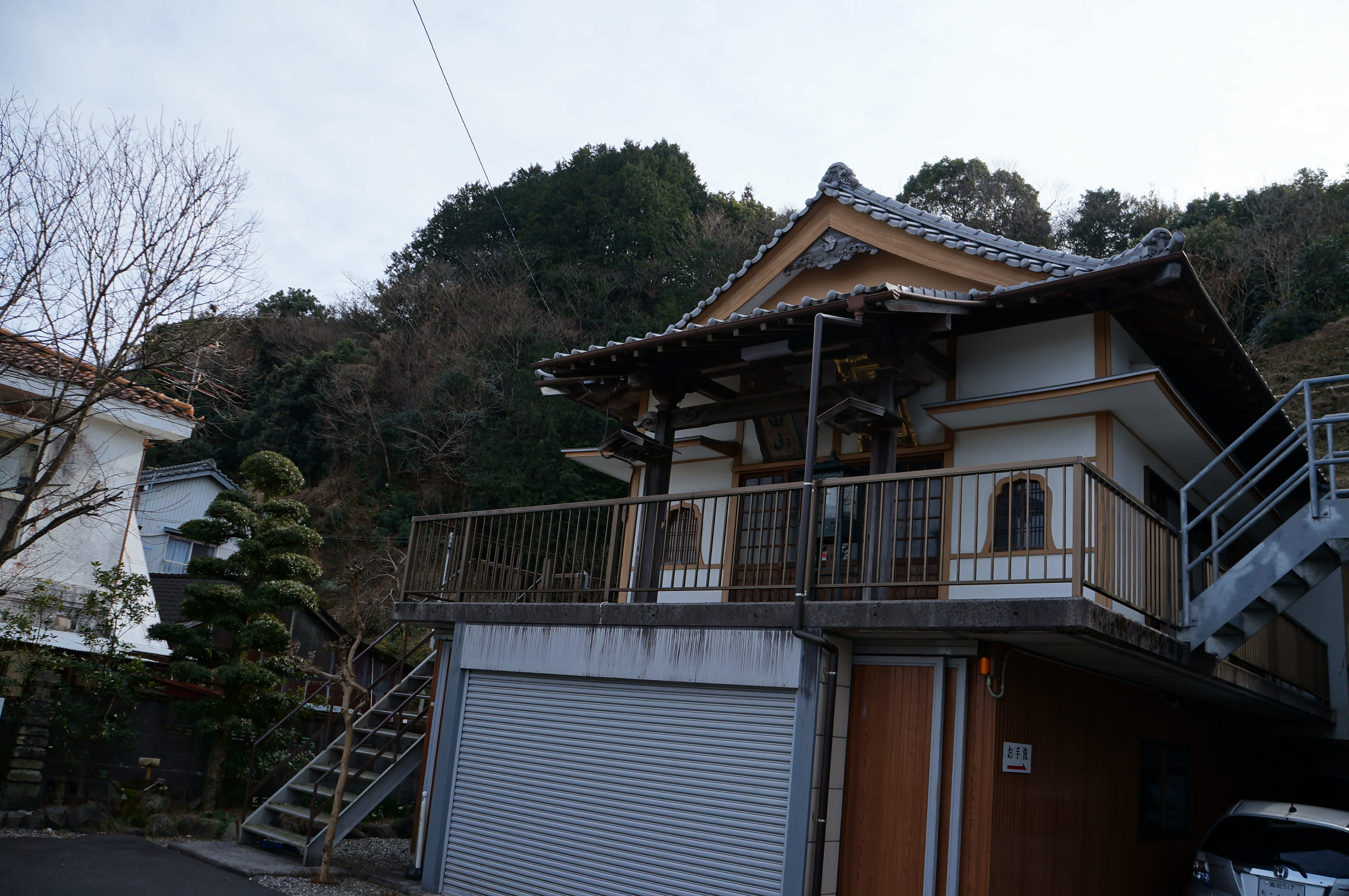
大師堂
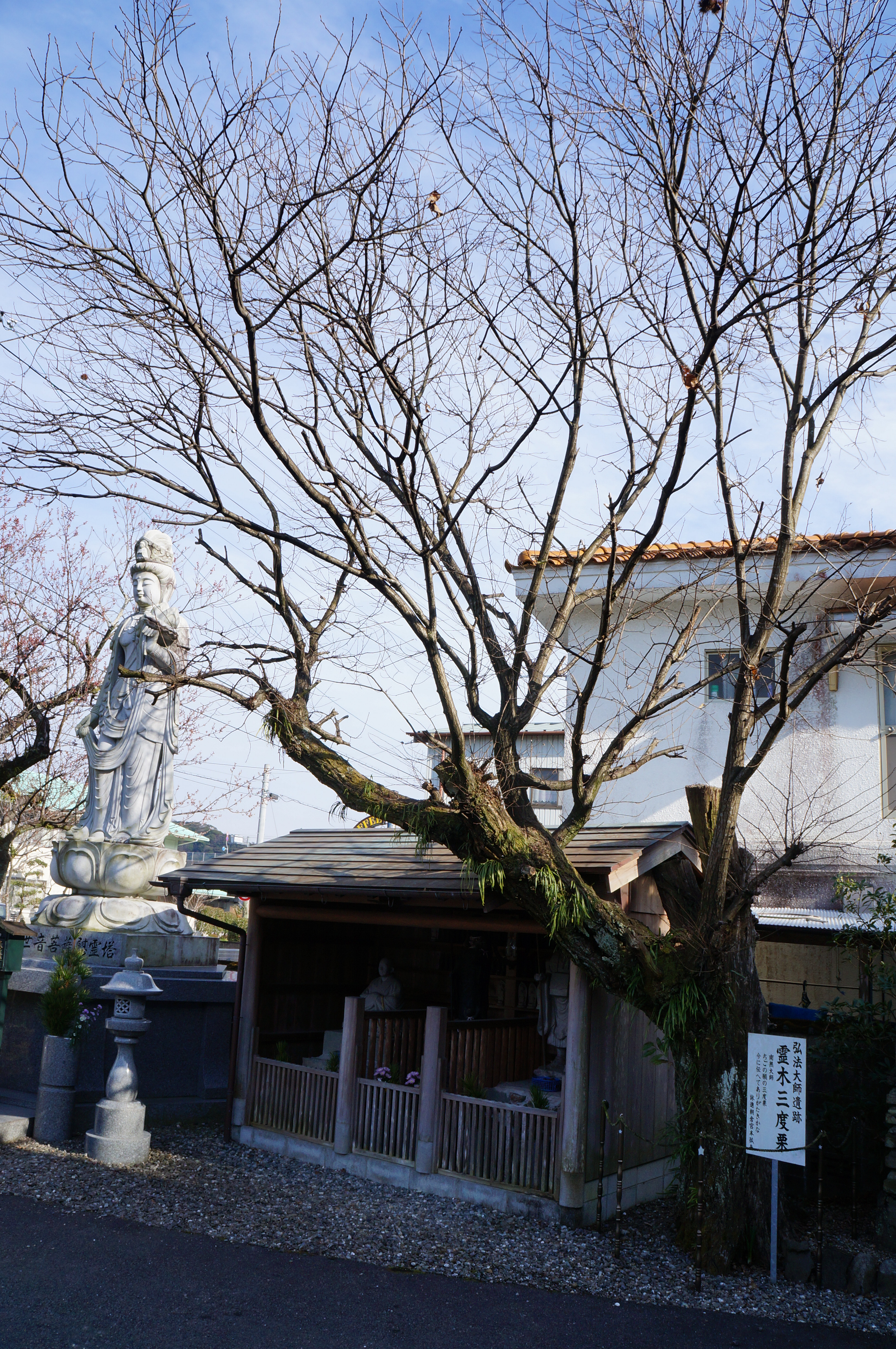
三度栗

## 前後の札所
新四国曼荼羅霊場
56 石見寺 ---- 57 観音寺 ---- 58 峰興寺